# Дюбуа, Даниель (политик)
Даниель Дюбуа (фр. Daniel Dubois; род. 5 февраля 1952, Оне, Сомма) — французский политический деятель, сенатор (2004—2020) и бывший президент Генерального совета департамента Сомма (2004—2008). Член партии «Новый центр», вице-президент фракции «Единый центр» в Сенате Франции.

## Биография
Родился 5 февраля 1952 года в коммуне Оне, департамент Сомма, Франция.
Свою политическую карьеру начал в марте 1989 года, будучи избранным мэром коммуны Оне. Кроме того, 22 марта 1998 года Дюбуа стал членом Генерального совета департамента Сомма, сохраняя свой пост до 1 апреля 2015 года. Он также занимал пост председателя совета департамента с 2004 по 2008 год.
На выборах 2004 года он был впервые избран в Сенат Франции от департамента Сомма, где вошёл в состав группы «Союз центристов». На выборах 2008 года он вновь получил наибольшее число голосов выборщиков, что позволило ему сохранить своё место в Сенате. 
Дюбуа занимал своё сенаторское кресло до 30 сентября 2020 года, когда его сменил Стефан Демийи.

## Занимаемые выборные должности
- 13.03.1989 — 30.09.2004 — мэр коммуны Оне[фр.]
- 01.10.2004 — 30.09.2020 — сенатор от департамента Сомма
- 22.03.1998 — 02.04.2015 — член Генерального совета департамента Сомма от кантона Аи-ле-О-Клоше
- 01.04.2004 — 01.04.2008 — президент Генерального совета департамента Сомма